# Rebatta
La rebatta est un sport individuel traditionnel de la Vallée d'Aoste.

## Nom
Le nom du jeu dérive du verbe rebatì, qui signifie en valdôtain rouler, culbuter ou dégringoler,.

## Histoire
À l'instar du fiolet, la rebatta dérive du jeu de guise. Pierre Daudry, expert valdôtain de jeux traditionnels, sur la base des études de l'ethnologue Arnold van Gennep, affirme que les sports tels que la rebatta représentent l'évolution d'anciens rites agro-pastoraux.
En 1957 est constituée, dans le cadre de la Federaxon Esports de notra tera (Fédération des sports de notre terre en valdôtain oriental), l'Association valdôtaine de la Rebatta (Asociachon Valdohtena Rebatta en valdôtain).

## Outils du jeu
- une petite boule dénommée rebatta, originairement en bois, actuellement aussi en métal ou en bois cloué afin d'en augmenter le poids, dont le diamètre ne dépasse pas les 3 cm
- la masetta ou lèima, un bâton utilisé comme batte : la tête, appelée matchocca, est en métal, tandis que le bâton est en bois
- la fioletta ou le levau, un petit support en bois en forme de pipe, permettant de faire sauter la rebatta avant de la frapper.

## Joueurs et équipes
Les équipes sont formés par cinq joueurs, plus deux remplaçants.

Schéma d'un champ de rebatta.

## Sections

Diffusion de la rebatta en Vallée d'Aoste (données de 2011).

Les communes valdôtaines concernées par le jeu de la rebatta sont : Aoste, Aymavilles, Bionaz, Charvensod, Cogne, Doues, Gignod, Gressan, Jovençan, Introd, Ollomont, Pollein, Sarre et Valpelline.

## Championnats
À l'instar du tsan, le championnat régional se déroule au printemps et en automne. Les championnats se divisent en catégories (I, II, III, IV) et sont individuels ou par équipes, auxquels s'ajoute le Trophée des âges.

### Palmarès du Trophée d'automne
| Année | Section                      |  |
| ----- | ---------------------------- |  |
| 1976  | Jovençan                     |  |
| 1977  | Gressan                      |  |
| 1978  | Gressan                      |  |
| 1979  | Gressan                      |  |
| 1980  | Gressan                      |  |
| 1981  | Valpelline                   |  |
| 1982  | Doues                        |  |
| 1983  | Doues                        |  |
| 1984  | Ollomont                     |  |
| 1985  | Doues                        |  |
| 1986  | Ollomont                     |  |
| 1987  | Doues                        |  |
| 1988  | Chevrot                      |  |
| 1989  | Chevrot                      |  |
| 1990  | Chevrot                      |  |
| 1991  | Doues                        |  |
| 1992  | Chevrot                      |  |
| 1993  | Chevrot                      |  |
| 1994  | Chevrot                      |  |
| 1995  | Chevrot                      |  |
| 1996  | Charvensod                   |  |
| 1997  | Charvensod                   |  |
| 1998  | Charvensod                   |  |
| 1999  | Doues                        |  |
| 2000  | non assigné cause inondation |  |
| 2001  | Pollein                      |  |
| 2002  | Pollein                      |  |
| 2003  | Charvensod                   |  |
| 2004  | Gressan                      |  |
| 2005  | Doues                        |  |
| 2006  | Charvensod                   |  |
| 2007  | Doues                        |  |
| 2008  | Jovençan                     |  |
| 2009  | Jovençan                     |  |
| 2010  | Valpelline                   |  |
| 2011  | Ollomont                     |  |
| 2012  | Doues                        |  |
| 2013  | Gressan                      |  |
| 2014  | Ollomont                     |  |
| 2015  | Charvensod                   |  |
| 2016  | Doues                        |  |
| 2017  | Jovençan                     |  |
| 2018  | Doues                        |  |